# Dehnungszeichen
Ein Dehnungszeichen (Längenzeichen) ist ein auf ein Vokalgraphem (Vokalbuchstaben) bezogenes zusätzliches Graphem oder graphematisches Merkmal (beispielsweise ein diakritisches Zeichen), das anzeigt, dass ein Vokal lang gesprochen wird.
In der deutschen Rechtschreibung kommen neben der Vokalverdoppelung die Buchstaben e und h als Dehnungszeichen vor, in einigen Eigennamen stehen c, i, u und w.

## Dehnungszeichen im Deutschen

### Die Längenkennzeichnung im Deutschen
Der systematische bedeutungsverändernde Unterschied zwischen kurzen ungespannten und langen gespannten Vokalen (wie in Wahl/Wall, den/denn, ihn/in, Ole/Olle, pult/Pult, Tönchen/Tönnchen, Fühler/Füller) ist für das Deutsche besonders typisch und existiert in vielen anderen Sprachen nicht.
Die Vokallänge wird im Deutschen grundsätzlich nicht durch den Vokalbuchstaben selbst angezeigt, sondern durch bestimmte nachfolgende Konsonantenbuchstaben. In offenen Silben und in Silben, die mit einem Einzelkonsonantbuchstaben geschlossen werden, ist der Vokal lang (beispielsweise  du, Duden, duzen); in Silben, die mit zwei oder mehr Konsonanten geschlossen werden, ist der Vokal kurz (dumm, Dung, Dunst). Diese Regel hat manche Ausnahmen, die überwältigende Mehrzahl der Wörter folgt ihr jedoch.
Dehnungszeichen sind im Deutschen in den allermeisten Fällen redundant, sie kennzeichnen fast ausschließlich solche Langvokale, die aufgrund des konsonantischen Kontextes ohnehin lang gesprochen werden.

### Dehnungs-h
Das Dehnungs-h (umgangssprachlich ungenau: „stummes h“) erscheint oft hinter den Langvokalen a, ä, e, o, ö, u und ü; in Ausnahmefällen hinter i und y, letzteres nur in Eigennamen. Beispiele:
- Strähne, Lehm, hohl, Möhre, Stuhl, Sühne
- ihn, Ihle, Wyhl

Das Dehnungs-h ist zu unterscheiden vom Silbenfugen-h (beispielsweise im Wort sehen), das als Hiat-Tilger fungiert und in dem Sinne stumm ist, dass es nicht wie ein gewöhnliches [h] behaucht wird. Die praktische Funktion der Hiat-Tilgung entfällt vollständig, wenn entweder die Reduktionssilbe entfällt, sodass das h am Wortende steht (wie in sah), oder wenn das Wort als Kontraktion aus einem Wort mit Silbenfugen-h abgeleitet worden ist (beispielsweise ahd. vehede → nhd. Fehde; ahd.  nâhjan, nâhen  → ahd. nat → nhd. Naht).
Das Dehnungs-h erscheint ausschließlich in Verbindung mit den Konsonantenbuchstaben <l>, <m>, <n> und <r>. Etymologisch geht das Dehnungs-h auf das Vorbild von einigen wenigen Wortstämmen zurück, die im Althochdeutschen oder Mittelhochdeutschen noch ein gesprochenes h enthielten, das durch Kontraktion später verstummte (ahd. stahal, mhd. stahel, nhd. Stahl). Rapide Verbreitung fand es in der zweiten Hälfte des 16. Jahrhunderts; es erreichte jedoch nur einen Teil des Wortschatzes. In der 25. Auflage des Rechtschreibdudens sind lediglich 128 Wortstämme zu finden, die ein Dehnungs-h aufweisen. In Fremdwörtern erscheint das Dehnungs-h niemals.
In einigen Fällen leistet das Dehnungs-h eine Bedeutungsunterscheidung (Wal/Wahl, malen/mahlen, leeren/lehren).
Aus graphemischer Sicht ist die Längenkennzeichnung durch das stumme h in den meisten Wortstämmen redundant, weil die Vokallänge dort bereits durch den Silbenrand <l, m, n, r> unmissverständlich angezeigt wird. Die einzigen Wörter, in denen es eine Information bietet, die im Silbenrand nicht enthalten ist, sind: ahnden (vs. Anden), fahnden (vs. fanden) und Öhmd (vs. Hemd).

### Dehnungs-e nach i
In den betonten Silben deutscher Erbwörter erscheint hinter dem Buchstaben <i>, wenn dieser für den Langvokal [iː] steht, fast regelmäßig ein Dehnungs-e. Wie das Dehnungs-h, so ist das Dehnungs-e insofern redundant, als der konsonantische Kontext die Vokalquantität ohnehin anzeigt.
In Eigennamen bezeichnet der Graph <ie> ganz vereinzelt nicht einen Langvokal, sondern einen Diphthong, etwa im Wort Familie oder im Namen der brandenburgischen Stadt Ziesar [tsiˈeːzaʁ].

#### Herkunft
Historisch geht das Dehnungs-e auf den Diphthong zurück, der in der Schreibweise <ie> noch angedeutet wird. Gut ein Drittel der Wortstämme, die mit <ie> geschrieben werden, hatte bereits im Mittelhochdeutschen einen Diphthong <ie>:
- ahd. tiuf → mhd. tief [ˈtiɛf] → nhd. tief [tiːf]
- ahd. chrēg → mhd. kriec [ˈkʀiɛk] → nhd. Krieg [kʀiːk]
- ahd. liubī → mhd. liebe [ˈliɛbə] → nhd. Liebe [ˈliːbə]

In seltenen Fällen liegt dem <ie> ein Diphthong <üe> zugrunde (mhd. müeder → nhd. Mieder).
Am Übergang zum Frühneuhochdeutschen wurde [iɛ] zu [iː] monophthongiert.
In manchen Mundarten ist ein Diphthong erhalten geblieben, beispielsweise  in Bairisch oder Schwäbisch liab. Da am Übergang zum Frühneuhochdeutschen die bis dahin noch kurzen Vokale in offenen Silben zu Langvokalen wurden, entstanden viele weitere Silben mit [iː], die – nach dem Vorbild der monophthongierten Silben – ebenfalls mit <ie> geschrieben wurden, ohne dass dort etymologisch jemals ein e vorhanden gewesen wäre:
- ahd. smid → mhd. smit → nhd. Schmied
- ahd. gibil → mhd. gibel → nhd. Giebel
- ahd. wisa → mhd. wise → nhd. Wiese

Das Suffix mit der heutigen Schreibweise -ieren wurde lange als -iren geschrieben; spätestens seit der Zeit der zweiten Auflage von Adelungs Grammatisch-kritischem Wörterbuch der Hochdeutschen Mundart (1793–1801) setzte sich die Schreibung mit Dehnungs-e durch. Goethe hatte im Urfaust (1772–1775) noch -iren geschrieben.
Adelung förderte die Tilgung des Dehnungs-e aus Wörtern wie fing, gibt, ging, hing, die im Oberdeutschen mit [iː] gesprochen und darum vielfach (auch später als bei Adelung) mit <ie> geschrieben wurden. Goethe hatte im Urfaust noch „giebts“ geschrieben.
→ Für eine Übersicht der Etymologie aller Wortstämme mit <ie> siehe: wikt:Verzeichnis:Deutsch/Wörter mit ie

#### Vorkommen
In deutschen Erbwörtern wird das lange, geschlossene [iː] sehr regelmäßig durch ein Dehnungs-e angezeigt (Beispiele: Liebe, kriechen, schief, Spiel, ziemlich, schmieren, niesen, genießen, bieten, Mieze).
- Es entfällt in einigen sehr häufigen Wörtern (dir, mir, wir).
- Es entfällt außerdem in den Erbwörtern Biber, Bisam, Bise, Tide, Tiger und Wisent.
- Zu Unterscheidungsschreibungen kommt es bei den Erbwörtern Lid/Lied, wider/wieder.
- Viele Wörter mit <ie> sind niederdeutscher Herkunft: Biest, diesig, fies, Flieder, Fliese, grienen, kieken, Kiel, Kieme, liefern, niedlich, piekfein, piepen, plieren, Priel, quieken, Riefe, Riege, Schniepel, Siel, triezen, Verlies.
- Die meisten Erbwörter mit <ie> sind trochäisch, also zweisilbig mit der Betonung auf der ersten Silbe, wobei die Reduktionssilbe entfallen kann. Eine Ausnahme bildet das dreisilbige Wort Paradies oder Entropie.

Eine Reihe von unregelmäßigen Verben, die im Infinitiv kein [iː] haben, bringen ein als <ie> verschriftlichtes [iː] im Präteritum, vereinzelt in Präsensformen hervor. Beispiele:
- schreiben, Präteritum: schrieb; blasen, blies; hauen, hieb; rufen, rief
- gebären, Präsens: gebiert; geschehen, geschieht; lesen, liest

Gelegentlich bringen nicht nur Beugungsformen, sondern Ableitungen ein <ie> hervor (geben, ergiebig).
In Lehn- und Fremdwörtern entfällt das Dehnungs-e grundsätzlich.
- Geschrieben wird es jedoch in den Endungen -ier(en) und -ie.
- Geschrieben wird es in den Lehnwörtern Fries, hieven, Miene, mies, Niete, Piek, Priem, Ries, Spiere.
- Gelegentlich leistet die Opposition von <i> (bei Lehnwörtern) und <ie> (bei Erbwörtern) eine Unterscheidungsschreibung. Das betrifft die Wortpaare Fiber/Fieber, Mine/Miene, Sigel/Siegel, Stil/Stiel.

Wie alle Langvokale erscheint der Laut [iː] fast nur in offenen Silben. Auf das <ie> folgt darum höchstens ein Konsonantenbuchstabe. Ausnahmen können sich in Beugungs- und Ableitungsformen mancher Wörter (hielt, Dienst, Siedlung, Stieglitz, piepsen) ergeben, in Einzelfällen in ungebeugten Formen (Biest, quietschen).

#### i/ie vor h
Anders als das Dehnungs-h kann das Dehnungs-e vor sämtlichen Konsonanten und ganz ohne nachfolgenden Konsonanten erscheinen. Häufig steht es vor einem Silbenfugen-h (ziehen). Wenn keine weitere Silbe folgt (lieh, sieht, Vieh), wird dieses Silbenfugen-h oft als Dehnungs-h missinterpretiert. Ein Dehnungsgraph <eh> existiert jedoch nicht.
Das Dehnungs-e entfällt in nackten Silben, wenn das [iː] am Silbenanfang steht (Igel, Ida, Isegrimm). In den seltenen Fällen, in denen in einer nackten Silbe mit [iː] überdies die Bedingungen für die Setzung eines Dehnungs-h erfüllt sind – wenn die Silbe mit l, m, n, r auslautet –, wird <ih> geschrieben (ihr, ihm, ihn; Ihle).

### Dehnungs-e nach anderen Vokalen
Hinter anderen Vokalen als dem <i> blieb das Dehnungs-e in der deutschen Rechtschreibung als Längenzeichen nur in Eigennamen erhalten. Die Verwendung tritt gehäuft am Niederrhein über Westfalen bis in die norddeutschen Regionen auf, dank dem Einfluss der mittelniederländischen Schriftsprache.
In Westfalen kommt es in Ortsnamen wie Buer, Coesfeld, Flaesheim, Hoetmar, Laer (siehe aber: Bochum-Laer [-ɛːɐ̯]), Oer-Erkenschwick, Raesfeld, Raestrup, Saerbeck oder Soest vor. In Essen-Kettwig ist das Schloss Hugenpoet zu nennen. Im Rheinland gibt es zum Beispiel die Ortsnamen Baerl, Baesweiler, Kevelaer, Schaephuysen und Straelen. Auch Bernkastel-Kues in Rheinland-Pfalz kennt das Dehnungs-e. In Ostbelgien wird das Dehnungs-e ebenfalls verwendet, so in den Ortsnamen Baelen oder Raeren; ein Beispiel aus den Niederlanden ist Haelen.
Beispiele aus Norddeutschland sind Bad Oldesloe und Itzehoe (aber: Fluss Soeste [-øː-]) oder die Gemarkungen Vaensen, Buensen und Suerhop (Aussprache = Suhrhop) der Stadt Buchholz in der Nordheide. Viele (norddeutsche) Familiennamen enthalten ein Dehnungs-e, das nicht als Umlaut mitgesprochen wird, sondern nur als Dehnungszeichen gelesen wird.
Beispiele:
| - Baersdonk [baːɐ̯sdɔnk] - Bloem [bloːm] - Boes [boːs] - Broers [bʀoːɐ̯s] - Bueb [buːp] - Buer [buːɐ̯] - Daems [daːms] - Düe [dyː] - Fuest [fuːst] - Gaethke [ˈgaːt-] - Goes [ɡoːs] - Graen [ɡʀaːn] - Harhues [-huːs] | - Hue [huː] - Hueck [huːk] - Huesmann [ˈhuːs-] - Kotzebue [-buː] - Laermann [ˈlaːɐ̯-] - Lueg [luːk] - Oer [oːɐ̯] - Poelmann [poːl-] - Raesfeld [ʀaːs-] - Roeck [ʀoːk] - Schoenmakers [ˈʃoːn-] = Schuhmacher - Schwaer ['ʃwaːɐ̯] |

Ausnahmen:
In süddeutschen Namen kann das Dehnungs-e zur Anzeige eines Diphthongs geworden sein, der gesprochen wird. Der Familienname Hueber lautet daher richtig ['hʊəbər]. Im schwäbischen Ortsnamen Buchloe wird das e vom o getrennt als eine dritte Silbe ausgesprochen: [ˌbuːx.ˈloː.ə]. Im norddeutschen Ortsnamen Laboe [la'bøː], im rheinischen Moers [mœʁs], im Bochumer Stadtteil Laer [lɛɐ], im westfälischen Oelde [ˈœldə] oder im niedersächsischen Uelzen [ˈʏltsən] zeigt das e einen ganz normalen Umlaut an. Des Weiteren ist eine Überschneidung mit der niederländischen Schreibweise oe für [⁠u⁠] wie in Hoek van Holland zu beachten.

### Verdoppelung des Vokalbuchstabens
In einer Reihe von Wörtern der deutschen Orthographie wird die Doppelung eines Vokals zur Anzeige der Länge eingesetzt. Diese Verdoppelung ist in der deutschen Sprache jedoch nicht produktiv. Sie wird bei phonetischen Umschreibungen das Dehnungs-h eingesetzt.
Beispiele:
- Maar, Saal, Saat, Staat
- Heer, Leere, See, scheel, Tee
- Boot, Moor, Moos, Zoo

Die Vokaldoppelungen -ii- und -uu- werden in der deutschen Sprache immer getrennt gesprochen. Sie treten meist als Vokalzusammenstoß von Wortstamm und abgeleiteten Endungen auf, beispielsweise eineiig, variieren, assoziieren, Bebauung, Genugtuung, zuungunsten. In seltenen Fällen trifft das (vor allem was die Aussprache angeht) auch beim -oo- zu – so beispielsweise beim zoologischen Garten.
Doppelumlaute gibt es nicht, beim Umlaut wird der Vokal regelmäßig vereinfacht: säen (deshalb ohne Silbenfugen-h), Sälchen, Bötchen.
Das Dehnungs-e kommt – vor allem in Fremdwörtern aber auch in (älteren) Erbwörtern (wie bspw. „[die] Wiese“) – auch hinter einem i vor; Weiteres dazu unter Dehnungs-e nach i.

### Dehnungs-i
Das Dehnungs-i hat sich in der deutschen Rechtschreibung nur in Eigennamen erhalten. Die Verwendung tritt gehäuft im Rheinland auf.
(siehe: Rheinische Ortsnamen)
Das Dehnungs-i wird nicht ausgesprochen, sondern zeigt nur an, dass der vorangehende Vokal lang zu sprechen ist. Beispiele im Rheinland sind Ortsnamen wie Moitzfeld, Troisdorf, Roisdorf, Boisheim, Froitzheim und Buisdorf. Typische Familiennamen mit Dehnungs-i sind Voigt, Ploigt, Hoigt oder Fussbroich. Vor allem die Endung -broich (ursprünglich Sumpfland) ist in vielen Städtenamen und Stadtteilnamen am Niederrhein zu finden. Beispiele sind Grevenbroich, Hackenbroich, Hardterbroich, Kleinenbroich, Korschenbroich, Huppenbroich, Rollesbroich und das ehemalige Bottenbroich.
Auch im Ortsnamen Duisburg hatte das i ursprünglich diese Funktion. In den letzten Jahrhunderten (der genaue Zeitraum ist unbekannt) hat sich hierbei ein Wandel vollzogen, sodass das vorangehende u nicht mehr als [uː] (langes u), sondern als [yː] (langes ü) ausgesprochen wird. (Dies entspricht dem mittelniederländischen Zustand, wo beispielsweise suid als [zyːt] ausgesprochen wurde, und in dieser Form im 15. Jahrhundert ins Deutsche als Süd entlehnt wurde. Altniederländisches langes [uː] war im Mittelniederländischen nämlich zu [yː] geworden.) Duisburg wird allgemein als [ˈdyːsbʊʁk] ausgesprochen. Dies gilt ähnlich für den Bonner Ortsteil Duisdorf [ˈdyːsdɔʁf] oder den Kerpener Stadtteil Buir [byːɐ̯], während der Duisburger Stadtteil Duissern [ˈdʏsɐn] (wegen des Doppelkonsonanten) mit kurzem ü [⁠ʏ⁠] ausgesprochen wird, womit das Dehnungs-i ohne Funktion ist. Auch der Ort Uissigheim [ˈʏsikʰhaim] in Baden-Württemberg wird in der letztgenannten Weise mit kurzem ü [⁠ʏ⁠] ausgesprochen.

### Dehnungs-u
Wohl einzigartig im deutschen Sprachraum ist die Verwendung eines u im Ortsnamen Pouch, um die lange Aussprache des vorausgehenden o anzuzeigen.

### Dehnungs-w im Digraph -ow-
Vor allem in Mecklenburg-Vorpommern, Brandenburg, Berlin, im Ostteil Sachsen-Anhalts und im Wendland kommen viele Ortsnamen mit der Endung -ow vor. Das w ist in solchen Fällen stumm und zeigt die Länge des vorangehenden o als Phonem /oː/ an. Im Sorbischen, der slawischen Sprache, die in Teilen dieser Gegenden bis heute gesprochen wird, wird [w] in der Lautsprache als unsilbisches u gesprochen. Im Mittelalter gab es auch im Deutschen das w als u (Gaue von Alamannien, Schwaben, dem Elsass und von Hochburgund) und hat sich im Ortsnamen Owen erhalten.
Beispiele:
- Finow, Güstrow, Hagenow, Jerichow, Lüchow, Pankow, Teltow, Treptow

Dehnungs-w sind auch in Familiennamen vertreten, zum Beispiel bei Hans Modrow.

### Gegenbeispiel Dehnungs-c im Digraph -ck-
Nach den Konventionen der deutschen Rechtschreibung zeigt ein ck an, dass der vorangehende Vokal kurz ausgesprochen wird oder es sich um ein Silbengelenk handelt. Bei norddeutschen Orts- und Familiennamen findet sich ein ck teilweise aber auch nach lang ausgesprochenen Vokalen. Diese historisch bedingten Schreibungen zeigen also eigentlich keine Kürzung des vorangehenden Vokals an, werden aber zunehmend als solche verstanden. Beim Ortsnamen Lübeck, dessen /e/ ursprünglich lang ausgesprochen wurde, wird häufig bereits ein kurzes artikuliert, und Mecklenburg (ˈmeː-) wird bereits von vielen mit kurzem Vokal ausgesprochen.
Beispiele für Ortsnamen mit lang ausgesprochenem Vokal:
| - Ahlbeck - Bardowick - Beeck - Bleckede - Bockenem - Böckel - Brackel | - Brackwede (Aussprache mit kurzem „a“ jedoch mittlerweile verbreiteter) - Brockel - Brockum - Fredenbeck - Kruckel - Obernbeck - Schnackenburg |

Entgegen landläufiger Meinung kann das <c> jedoch nicht als Längenzeichen angesehen werden, da es keine eindeutige Markierung darstellt, die im Gegensatz zu einer unmarkierten Schreibung steht, der üblicherweise die kurze Aussprache entspräche. Diese Schreibungen sind Überreste älterer Schreibweisen, wie sie noch im 16. Jahrhundert anzutreffen waren, beispielsweise bei merckenn, lauffenn oder vnndt, die als Letternhäufelung bezeichnet werden. Aus aktueller Sicht handelt es sich also um einen nicht regelgerechten Gebrauch doppelt dargestellter Konsonanten. In Familien- und geografischen Namen ist dieser nicht nur bei ck, sondern auch bei ff, ss, tz und seltener bei pp, tt, dt verbreitet, z. B. in Hauff, Heuss, Holtzbrinck, Schwartzkopff, Lietzensee; Kneipp, Württemberg, Domagk, Bodelschwingh, Creutzfeldt.
Um die ursprüngliche Aussprache zu erhalten, wurde mancherorts das c aus der Namensschreibung entfernt. Die Stadt Hamburg etwa hat 1947 alle Flurnamen, die -beck enthielten (Barmbeck, noch erhalten im Lord von Barmbeck), in -bek umbenannt. Die Schreibweise von Wandsbek sowie Reinbek war bereits 1877 (damals noch in der preußischen Provinz Schleswig-Holstein) geändert worden.
In zahlreichen norddeutschen Familiennamen findet sich ck nach langem Vokal, am bekanntesten ist vielleicht Buddenbrock, andere Beispiele sind Dickmann, Brockmann, Beckefeld, Brackmann, von der Decken oder Bröckerhoff. Auch hier vollzieht sich der Übergang zur kurzen Aussprache des dem c vorstehenden Vokals.
Die niederdeutsche Schreibung auf ck erstreckt sich bis in den brandenburgischen Raum, wo es mehrere Orte mit der Schreibung Buckow gibt (zusammen mit der wendischen Endung -ow) oder in Schreibungen wie Schmöckwitz zu finden ist (mit der wendischen Endung -witz). Zahlreiche Schreibungen auf ck werden jedoch zunehmend mit kurzem Vokal gesprochen.

### Initiativen zur Abschaffung der Dehnungszeichen
Da die Dehnungszeichen redundant sind (die Vokallänge wird regelmäßig durch die Schreibung des Silbenendrandes angezeigt) und überdies nicht systematisch gesetzt werden, infolgedessen also auswendiggelernt werden müssen, bilden sie eine der Hauptschwierigkeiten der deutschen Orthografie. Von Seiten der Schulen ist daher mehrfach ihre Abschaffung gefordert worden:
Rudolf von Raumer forderte 1855 in einem Aufsatz Ueber deutsche Rechtschreibung eine konsequent phonetische Rechtschreibung. Das Dehnungs-h wollte er durch Doppelschreibung des Vokalbuchstabens ersetzen.
Am 27. Januar und erneut am 30. Oktober 1920 trat in der Weimarer Republik eine Sachverständigenkommission mit Vertretern des Reichsinnenministeriums, der Unterrichtsministerien einiger deutscher Länder, Österreichs und der Schweiz zusammen, die eine Reform der deutschen Orthografie vorbereiten sollten. Der Ausschuss legte seine endgültigen Vorschläge am 8. April 1921 vor. Einer davon war die kategorische Abschaffung der Dehnungszeichen. Das Dehnungs-e sollte nur im Wortauslaut erhalten bleiben. Die Vorschläge scheiterten am Widerstand der Reformgegner, besonders der Buchhändler.
Ende August 1931 verabschiedete der Bildungsverband der deutschen Buchdrucker das Erfurter Rechtschreibungsprogramm, in dem  die Abschaffung der Dehnungszeichen außer bei Homophonen gefordert wurde.
Im Oktober 1941 reichte Bernhard Rust, Reichsminister für Wissenschaft, Erziehung und Volksbildung, beim Reichsinnenministerium Vorschläge für eine Vereinfachung der deutschen Rechtschreibung ein, darunter den Wegfall der Dehnungszeichen. Das Innenministerium wies die Initiative als „nicht kriegswichtig“ zurück.
Im Frühjahr 1946 publizierte der 1924 in Zürich gegründete Bund für vereinfachte rechtschreibung (BVR) einen Reformplan Die erneuerung der deutschen rechtschreibung, in dem ebenfalls die Tilgung der Dehnungszeichen gefordert wurde.
Der letzte große Versuch, die Dehnungszeichen abzuschaffen, erfolgte in den Stuttgarter Empfehlungen (Empfehlungen zur Erneuerung der deutschen Rechtschreibung) von 1954. Initiator war eine Arbeitsgemeinschaft für Sprachpflege, der – neben anderen Vertretern von BRD, DDR, Österreich und der Schweiz – Mitglieder der Duden-Redaktion und die Linguisten Otto Basler, Theodor Frings, Werner P. Heyd, Walther Mitzka, Hugo Moser, Wolfgang Steinitz, Franz Thierfelder, Leo Weisgerber, Hans Glinz und Rudolf Hotzenköcherle angehörten. Neben verschiedenen anderen Vereinfachungen sahen die Stuttgarter Empfehlungen vor, dass der Graph <ie> generell und Dehnungs-h nach a, ä, o, ö, u und ü entfallen, verdoppelte Vokalbuchstaben und Dehnungs-h nach e aber beibehalten werden sollte. Die Reformvorschläge wurden in der Presse stark abgelehnt, zumal Thomas Mann, Hermann Hesse und Friedrich Dürrenmatt sich dagegen ausgesprochen hatten. Irrtümlich hatten sich diese drei Autoren gar nicht auf die Stuttgarter Empfehlungen, sondern auf Reformvorschläge bezogen, die ein Jahr zuvor auf einer Salzburger Tagung erarbeitet worden waren. Die Kultusministerkonferenz, für die die Stuttgarter Empfehlungen erarbeitet worden waren, distanzierte sich nach den öffentlichen Protesten von der Arbeitsgemeinschaft und stellte in Abrede, die Vorschläge überhaupt in Auftrag gegeben zu haben.

## Längenzeichen in anderen Sprachen

### Verdoppelung des Vokalbuchstabens
Im Niederländischen ist die Vokaldoppelung die regelmäßige Form der Verschriftung langer Vokale – dort werden Vokale in geschlossenen Silben (Silben, die auf Konsonant enden) regelmäßig kurz, in offenen Silben (Silben, die auf Vokal enden) dagegen gedehnt gesprochen. Entsprechend müssen Langvokale im Niederländischen nur markiert werden, wenn sie in geschlossener Silbe stehen. Dies geschieht allgemein durch Vokalverdoppelung, nur bei I durch ein angehängtes E. Ausgenommen ist dabei das e, das auch in offenen Silben bei Dehnung verdoppelt wird (zee, mee). Die konsequente Anwendung dieses Systems im Niederländischen führt dazu, dass aufgrund der abweichenden Silbengrenze im Singular und Plural die Vokale trotz gleicher Aussprache unterschiedlich geschrieben werden: zoon (Sohn) vs. zonen (Söhne). Im Gegenzug muss die kurze Silbe durch nachfolgenden Doppelkonsonant angezeigt werden, wenn in einer Wortform der Konsonant zur Folgesilbe fällt: zon (Sonne) vs. zonnen (Sonnen).
Die finnische und estnische Sprache gehen noch einen Schritt weiter: Hier werden Langvokale (und Langkonsonanten) konsequent mit Doppelbuchstaben geschrieben, da dort lange und kurze Vokale bedeutungsunterscheidend sowohl in betonten als in unbetonten Silben auftreten können. Beispiele aus dem Finnischen: tuli (das Feuer oder er/sie/es kam; kurzer betonter Vokal) vs. tuuli (es wehte (Wind); langer betonter Vokal) und tulli (der Zoll; kurzer betonter Vokal, langer Konsonant); talon (des Hauses, Genitiv; kurzer unbetonter Vokal) vs. taloon (in das Haus hinein; Illativ; langer unbetonter Vokal)

Bei der Schreibung japanischer Wörter in Silbenschrift (Hiragana, seltener Katakana) wird ein Langvokal durch ein Nachstellen des Auslautvokalzeichens dargestellt. Das Wort おかあさん (eine Anrede für die eigene Mutter oder die Bezeichnung für die Mutter eines anderen) beispielsweise besteht aus den Silben (genauer: Moren) o-ka-a-sa-n. Die Kombination ka-a wird als lange Silbe /⁠kaː⁠/ ausgesprochen. Je nach Transkriptionssystem wird diese Länge in lateinischer Schrift wie beim Finnischen durch Vokalverdopplung (o-kaa-san) oder durch ein Makron (o-kā-san), in älteren Umschriften auch durch einen Zirkumflex (o-kâ-san), darstellt. Silben mit dem Vokal o können nicht nur durch ein nachgestelltes o, sondern auch durch ein nachgestelltes u gedehnt werden, wie beispielsweise in dem Wort まほう („Magie“): ma-ho-u. Die Kombination ho-u wird als lange Silbe /⁠hoː⁠/ ausgesprochen. Ob ein o durch ein weiteres o oder durch ein u gedehnt wird, hängt von der Etymologie des Wortes ab; die Dehnung mit u ist häufiger. Ein Beispiel für ein Wort mit durch o gedehntem o ist とおり („Straße“): to-o-ri. Manche Umschriften geben die japanische Schreibweise wieder (mahou, toori), andere schreiben beide Dehnungsarten als oo (mahoo, toori) oder als o mit Makron (mahō, tōri) beziehungsweise Zirkumflex (mahô, tôri). Auch die Kombination einer e-Silbe mit einem i kann bei manchen Wörtern wie ein langes e gesprochen werden. In げいしゃ (ge-i-sha, Geisha) beispielsweise lässt sich die Kombination ge-i als /⁠gɛɪ⁠/ oder als /⁠geː⁠/ aussprechen. In solchen Fällen ist die Transkription als ē allerdings unüblich.

### Dehnungs-e in Belgien
Im niederländischen Sprachgebiet Belgiens ist das Dehnungs-e bei Ortsnamen sehr gebräuchlich, durch die neuere an das Niederländische angepasste Orthographie aber oft nur noch in der französischen Schreibweise. So finden sich in Brüssel: Schaerbeek/Schaarbeek, Laeken/Laken, Roedebeek/Roodebeek (ein Stadtviertel in Woluwe-Saint-Lambert/Sint-Lambrechts-Woluwe) sowie Koekelberg, das wie das flämische Willebroek heute allerdings oft nicht mehr mit langem O ([oː]), sondern niederländisch mit U ([uː]) ausgesprochen wird. Weitere Beispiele: Welkenraedt und das Fort Eben-Emael das 1940 erobert wurde.

### Diakritische Zeichen
Neben der Hinzufügung von Dehnungszeichen wird in vielen Verschriftungen eine Markierung der Vokallänge durch Hinzufügung von Diakritika erreicht. So werden Langvokale im normalisierten Mittelhochdeutschen mit Zirkumflex zur Unterscheidung von Kurzvokalen dargestellt und im Lateinischen wird es manchmal analog mit einem Makron (Überstrich, Längestrich) statt Zirkumflex gehandhabt. Beispiel: mîn (mittelalterliches Mittelhochdeutsch: min; mein), Rōmānī (die Römer; drei lange Vokale).
Im Ungarischen werden Langvokale konsequent durch Diakritika markiert. Die entsprechenden Langvokale zu A, a, E, e, O, o, Ö, ö, U, u, Ü und ü sind Á, á, É, é, Ó, ó, Ő, ő, Ú, ú, Ű und ű. Nur in Namen kommen abweichende Schreibweisen vor, etwa (ein am Deutschen orientiertes) Dehnungs-h oder Vokalverdoppelung, beispielsweise im Familiennamen Gaál [gaːl].
Im Tschechischen erhalten lang gesprochene Vokale die čárka (Strich): a – á, e – é, i – í, o – ó, u – ú (Wortanfang), u – ů (sonst), y – ý. Diese sind in der Sprachentwicklung zumeist aus Doppelvokalen, wie sie in ostslawischen Sprachen noch vorkommen, hervorgegangen, vgl. tschechisch překrásná – russisch прекрасная (prekrasnaja). Aus diesem Ursprung als Doppelvokal resultiert die Besonderheit der tschechischen Sprache, dass auch unbetonte Vokale lang gesprochen werden, was nur in wenigen anderen Sprachen anzutreffen ist (wiederum im Ungarischen oder im Finnischen, aber auch im Deutschen, Beispiel: „Heimat“).

### Selbstständige Dehnungszeichen
Die japanische Sprache kennt zur Kennzeichnung von Langvokalen einen Längsstrich (chōon). Beispiel: ラーメン rāmen. Da Langvokale japanischer Wörter (und chinesischer Lehnwörter) traditionell durch Vokalverdopplung (siehe oben) ausgedrückt werden, tritt der Längsstrich hauptsächlich bei Fremdwörtern (Gairaigo) auf. Weil diese im Allgemeinen mit Katakana geschrieben werden, ist die Verwendung des Chōon in Hiragana nicht vorgesehen. Wenn aber zum Beispiel aus ästhetischen Gründen ein Fremdwort in Hiragana geschrieben wird, kann es dort ebenfalls auftreten. Auch Interjektionen und onomatopoetische Wörter werden bisweilen mit Längsstrich geschrieben – in Hiragana wie in Katakana.